# Belukur Makmur
Belukur Makmur is een bestuurslaag in het regentschap Subulussalam van de provincie Atjeh, Indonesië. Belukur Makmur telt 767 inwoners (volkstelling 2010).